# Jan Nebesio
Jan Stefan Nebesio (ur. 1 stycznia 1953 w Sanoku) – polski działacz związkowy i opozycji demokratycznej w PRL, radny Rady Miasta Sanoka.

## Życiorys
Urodził się 1 stycznia 1953 w Sanoku jak syn Józefa (1914-1984) i Michaliny (1926-2015). Od grudnia 1970 do 1995 był pracownikiem Sanockiej Fabryki Autobusów „Autosan” na wydziale W-5. Od września 1980 należał do NSZZ „Solidarność”, pełniąc funkcję społecznego zastępcy przewodniczącego NSZZ „S” na swoim wydziale. W 1981 został absolwentem Technikum Mechanicznego przy Centrum Kształcenia Ustawicznego w Sanoku. Po wprowadzeniu stanu wojennego działał w podziemiu. Był zatrzymywany 27 października 1982 (zwolniony), potem w listopadzie 1982 (zwolniony 31 grudnia 1982). 31 sierpnia 1983 Sąd Wojewódzki w Krośnie na mocy amnestii umorzył postępowanie prowadzone przeciw niemu, zaś został wtedy zastosowany dozór oraz okres próby w wymiarze trzech lat. W okresie od 2 listopada 1982 do 19 marca 1984 był rozpracowywany przez Wydział V komendy Wojewódzkiej Milicji Obywatelskiej / Wojewódzki Urząd Spraw Wewnętrznych w Krośnie w ramach SOR o kryptonimie „Powielacz”, a do 24 sierpnia 1989 przez p. V Rejonowego Urzędu Spraw Wewnętrznych w Sanoku w ramach SOR o kryptonimie „Inicjatywa. W latach 80. działał w podziemnej „Solidarności”, udzielając się przy organizacji uroczystości i manifestacji. Od 1986 należał do Solidarności Walczącej, kierował sanockim pododdziałem tej organizacji. 30 września 1988, wspólnie z Kazimierzem Gierczakiem, Henrykiem Kozikiem i Franciszkiem Obercem, założył komisję wzgl. Komitet Organizacyjny „Solidarności” w Autosanie celem relegalizacji.
W 1989 był przewodniczącym Międzyzakładowej Komisji Koordynacyjnej NSZZ „Solidarność” w Sanoku oraz działał w Komitecie Obywatelskim w Sanoku. Od 1990 należał do Partii Wolności, był szefem biura tejże w Sanoku, od 1991 przewodniczącym struktur. Pod koniec 1993 wyrokiem Sądu Najwyższego został uniewinniony. W wyborach samorządowych w 1994, startując z listy Podkarpackiego Forum Prawicy – Koalicja Dla Sanoka, uzyskał mandat radnego Rady Miasta Sanoka kadencji 1994-1998. W 1997 założył w Autosanie oddziału związku „Sierpień 80”. W lipcu 1998 został wybrany wiceprzewodniczącym zarządu okręgowego Ruchu Odbudowy Polski w województwie krośnieńskim. W wyborach samorządowych w 1998 ubiegał się o mandat radnego Rady Powiatu Sanockiego startując z listy Ruchu Patriotycznego „Ojczyzna”. W październiku 2001 został wybrany naczelnikiem szkolenia w gnieździe Towarzystwa Gimnastycznego „Sokół” w Sanoku. Bezskutecznie ubiegał się o mandat radnego Rady Miasta Sanoka w wyborach samorządowych 2010 startując z listy Prawa i Sprawiedliwości.
Żonaty z Różą Nebesio, ma trzy córki.

## Odznaczenia
- Krzyż Kawalerski Orderu Odrodzenia Polski (2007, za wybitne zasługi w działalności na rzecz przemian demokratycznych w Polsce, za osiągnięcia w podejmowanej z pożytkiem dla kraju pracy zawodowej i społecznej)[14][15]
- Krzyż Wolności i Solidarności (2020)[16].
- Krzyż Solidarności Walczącej (2011)[potrzebny przypis]
- Tytuł „Zasłużony dla Regionu Podkarpacia NSZZ Solidarność” (2010)[17]